# بلاي بوي

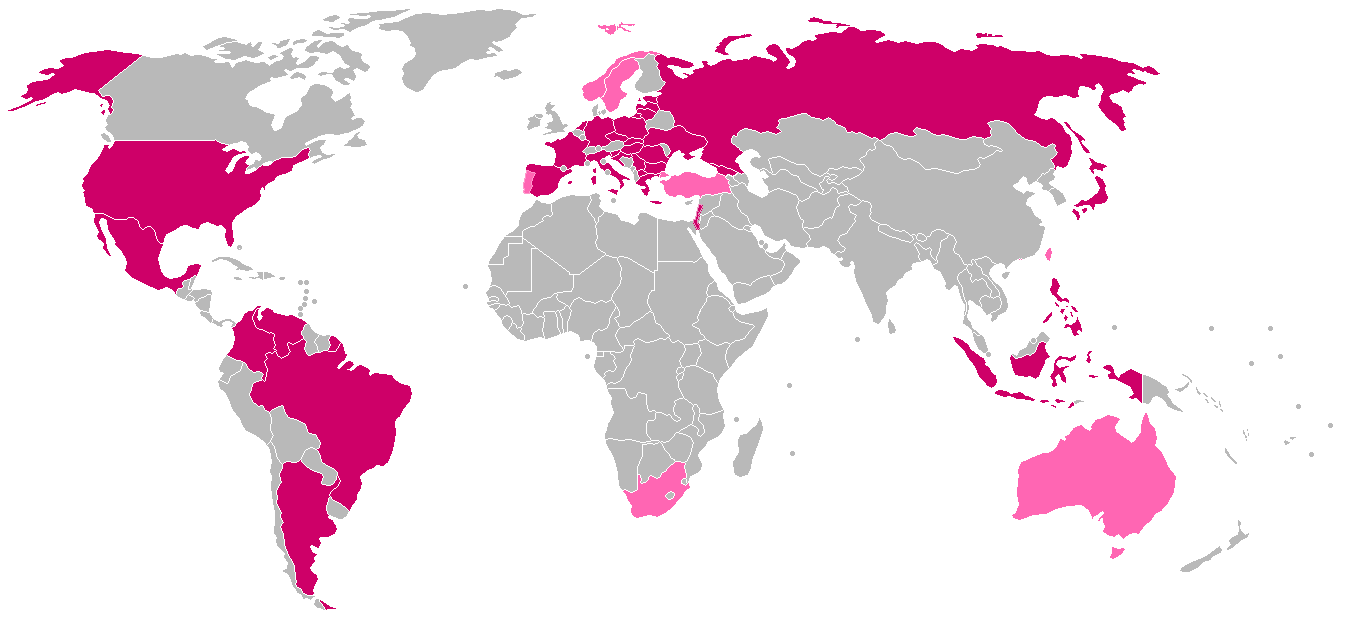
خريطة الدول التي تنشر فيها مجلة بلاي بوي. ويشير اللون الوردي الداكن إلى البلدان التي تصدر فيها طبعات إقليمية من المجلة حالياً، ويشير اللون الوردي الفاتح إلى البلدان التي نشرت فيها طبعات إقليمية من المجلة في السابق.

بلاي بوي أو «الفتى اللعوب» (Playboy)، مجلة أسلوب حياة رجالية وترفيهية أمريكية، كانت تطبع سابقاً وحالياً تصدر رقمياً فقط. أسسها هيو هيفنر وشركاه في شيكاغو عام 1953. وعرفت المجلة بصور العري أو شبه العري. لعبت مجلة بلاي بوي دوراً مهماً في الثورة الجنسية. وأصبحت من أشهر العلامات التجارية العالمية. صدرت طبعات دولية خاصة من المجلة في عدد من الدول.
نشرت المجلة قصص قصيرة لعدد من الكتاب مثل آرثر سي كلارك، إيان فلمنغ، فلاديمير نابوكوف، سول بيلو، تشاك بولانيك، بي جي وودهاوس، روالد دال، هاروكي موراكامي، مارغريت آتوود. ونشرت قصص مصورة كارتونية ملونة. تنشر المجلة مقابلة شهرية مع شخصية عامة مشهورة كفنان أو مهندس أو مخرج أو سياسي أو اقتصادي أو كاتب أو صحفي أو رياضي.
في آذار 2020، أعلن رئيس مجلس الإدارة بين كوهن توقف الإصدار المطبوع والتحول إلى النشر الرقمي.

## بلاي بوي فيإندونيسيا
صدرت النسخة الإندونيسية من بلاي بوي في 7 أبريل 2006 ولاقت احتجاجات كثيرة من مسلمين هناك، وقد تعهدت حينها «جبهة المدافعين عن الإسلام» بسحب أعداد المجلة من السوق بالقوة، وفي 12 أبريل 2006 ألقى مئات من المحتجين المسلمين الحجارة على مكاتب الناشر في جاكارتا، مجبرين الشركة على إخلاء مقرها ونقله من جاكارتا إلى بالي.

## سعر العرض
الشهري
| السنة     | المبلغ  |
| --------- | ------- |
| 1959–1960 | $500    |
| 1961–1965 | $1,000  |
| 1966–1967 | $2,500  |
| 1968–1969 | $3,000  |
| 1970–1977 | $5,000  |
| 1978–1983 | $10,000 |
| 1984–1989 | $15,000 |
| 1990–1999 | $20,000 |
| 2000–2006 | $25,000 |

سنوي
| السنة        | المبلغ                                  |
| ------------ | --------------------------------------- |
| 1960–1963    | 500 دولار بالإضافة إلى 250 دولار مكافأة |
| 1982 - اليوم | 140,000 دولار، والسيارات، ودراجة نارية. |

## روابط خارجية
- بلاي بوي على موقع الموسوعة البريطانية (الإنجليزية)